# IC 929
IC 929 је елиптична галаксија у сазвјежђу Велики медвјед која се налази на листи објеката дубоког неба у Индекс каталогу.
Деклинација објекта је + 55° 38' 46" а ректасцензија 13h 43m 45,8s. Привидна величина (магнитуда) објекта IC 929 износи 15,5 а фотографска магнитуда 16,5.